# Wintrebertina ankarafantsika
Wintrebertina ankarafantsika är en insektsart som beskrevs av Marius Descamps 1971. Wintrebertina ankarafantsika ingår i släktet Wintrebertina och familjen Euschmidtiidae. Inga underarter finns listade i Catalogue of Life.